# پاول میکش
پاول میکش (چکی: Pavel Mikeš؛ زادهٔ ۲۹ ژوئیهٔ ۱۹۵۰) بازیکن هندبال اهل چکسلواکی بود.